# Петра Бок
Петра Даніела Бок (народилась 1970 року) — німецька письменниця, спікерка та тренерка, авторка міжнародних бестселерів. Живе та працює в Берліні.

## Життєпис
Бок народилась 1970 року в Німеччині та до шести років жила у Нижній Баварії. У віці шести років разом з родиною переїхала у Штутгарт.
Бок вивчала історію та політологію в університетах Мюнхена, Регенсбурга, Лестера (Велика Британія) та Берліна, де отримала докторський ступінь у 1998-1999 роках, захистивши докторську дисертацію про трансформаційні процеси та системні зміни в диктаторських режимах у демократичних країнах. Під час навчання в докторантурі працювала консультанткою та спічрайтеркою у сфері управління змінами. З 2001 року – тренерка. У 2008 році вона заснувала Тренінгову академію доктора Бок в Берліні та Цюріху, де її тренінгове навчання проходять топ-менеджери з компаній Google, Amazon та Tesla.
Після кількох наукових та ділових видань, Бок з 2005 року почала публикуваты книги з коучингу. У своїй книзі «Mindfuck», опублікованій у 2011 році, вона стверджує, що більшість людей сьогодні все ще оперують шаблонами мислення, які ґрунтуються на авторитарних, високоієрархічних соціальних умовах минулих епох, і тому вони приймають неоптимальні рішення та блокують себе. Спираючись на це, 4 травня 2020 року вийшла друком книга Der entstörte Mensch, присвячена спробі розробити «соціальну теорію для особистісних змін». У ній дослідниця трансформацій запровадлала новий термін «вівілізація» у сенсі  подальшого розвитку поняття цивілізації. Згідно з Бок, це стосується «спільноти всього живого, його розвитку та якості на планеті». Як «домінуючий вид, здатний мислити і діяти», люди несуть особливу відповідальність за всіх живих істот і якість їхнього життя в антропоцені.

## Публікації
- Der entstörte Mensch – Wie wir uns und die Welt verändern, Droemer, München 2020, ISBN 978-3-426-27691-4.
- Mindfuck Job. So beenden Sie Selbstblockaden und entfalten Ihr volles berufliches Potenzial, Knaur, München 2015, ISBN 978-3-426-65550-4.
- Mindfuck Love. Wie wir uns in der Liebe selbst sabotieren und was wir dagegen tun können, Knaur, München 2014, ISBN 978-3-426-65547-4.
- Mindfuck. Das Coaching – Wie Sie mentale Selbstsabotage überwinden, Knaur, München 2013, ISBN 978-3-426-42147-5.
- Mindfuck. Warum wir uns selbst sabotieren und was wir dagegen tun können. Knaur, München 2011, ISBN 978-3-426-65507-8.[16]
- 100 Fragen ihr Leben betreffend. Knaur, München 2009, ISBN 978-3-426-65469-9.
- Nimm das Geld und freu dich dran: wie Sie ein gutes Verhältnis zu Geld bekommen. Kösel, München 2008, ISBN 978-3-466-30801-9.
- in: Sabine Asgodom (Hrsg.): Die Frau, die ihr Gehalt mal eben verdoppelt hat … 25 verblüffende Coaching-Geschichten. Kösel, München 2008, ISBN 978-3-466-30788-3 (Beiträge: „Das eigene Biotop“, „Geld“, „Von den Besten lernen“, „Die Kraft des Träumers“, „Die Wunderfrage“).[17]
- Die Kunst, seine Berufung zu finden. Scherz, Frankfurt am Main 2005, ISBN 3-502-14006-5; Taschenbuchausgabe bei: Fischer Taschenbuch, Frankfurt am Main 2006, ISBN 978-3-596-16166-9.
- Effiziente Arbeitsabläufe: Schwachstellen erkennen – Prozesse optimieren. Gabler, Wiesbaden 2001, ISBN 3-409-11857-8.
- Marketing für Entscheider: Analysen – Strategien – Erfolgskontrollen. Gabler, Wiesbaden 2001, ISBN 3-409-11856-X.
- Vergangenheitspolitik im Systemwechsel. Die Politik der Aufklärung, Strafverfolgung, Disqualifizierung und Wiedergutmachung im letzten Jahr der DDR. Logos, Berlin 2000, ISBN 3-89722-496-8 (також: дисертація у FU Berlin, факультет філософії, 1999).
- mit Edgar Wolfrum (Hrsg.): Umkämpfte Vergangenheit. Geschichtsbilder, Erinnerung und Vergangenheitspolitik im internationalen Vergleich. Vandenhoeck & Ruprecht, Göttingen 1999, ISBN 3-525-01380-9.
- mit Katja Koblitz (Hrsg.): Neue Frauen zwischen den Zeiten. Ein studentisches Projekt an der FU Berlin in Zusammenarbeit mit der Gedenkstätte Deutscher Widerstand. Vorwort von Peter Steinbach und Johannes Tuchel, Edition Hentrich, Berlin 1995, ISBN 3-89468-192-6.

## Українські переклади
- Петра Бок. Mindfuck. Як позбутися бар’єрів у своїй голові. Переклад з німецької Анастасія Коник. — Львів: Видавництво Старого Лева, 2024. — 232 с. ISBN 978-617-679-904-7